# 博日
博日（法語：Baugy，法語發音：[boʒi]）是法国谢尔省的一个市镇，位于该省中东部，属于布尔日区。2019年，市镇萨利尼勒维夫与拉韦尔迪讷并入博日。

## 地理
博日（47°4'53"N, 2°43'39"E）面积47.78 平方千米，位于法国中央-卢瓦尔河谷大区谢尔省，该省份为法国中部省份，北起卢瓦雷省，西接卢瓦-谢尔省和安德尔省，南至克勒兹省，东南接阿列省，东临涅夫勒省。
与博日接壤的市镇（或旧市镇、城区）包括：格龙、维拉邦、法尔日昂塞普泰讷、阿沃尔、克朗河畔邦日、内龙德、沙西、维勒基耶。
博日的时区为UTC+01:00、UTC+02:00（夏令时）。

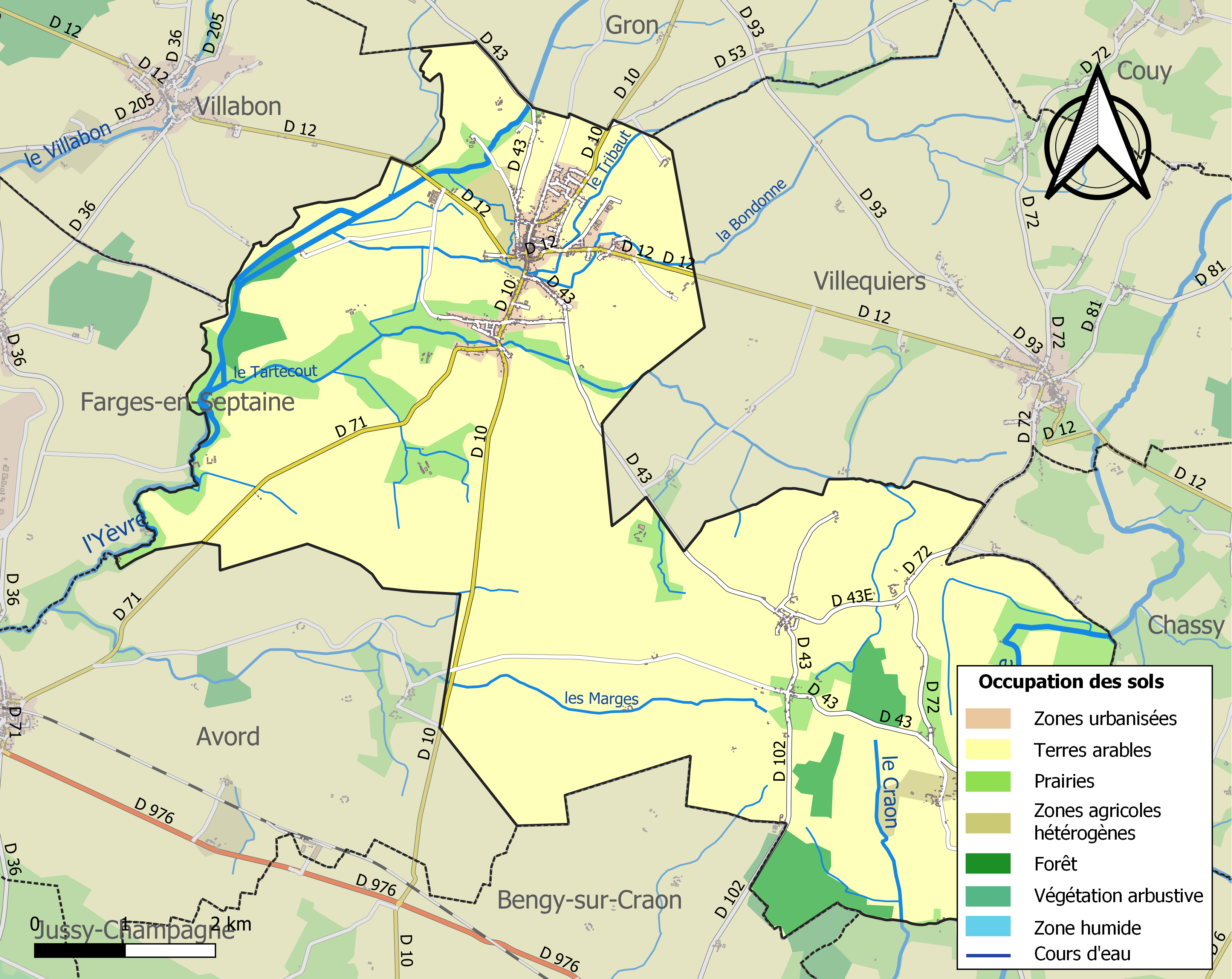
博日的OSM定位图

## 行政
博日的邮政编码为18800，INSEE市镇编码为18023。

## 政治
博日所属的省级选区为阿沃尔县。

## 人口

1962-2008年间博日人口变化图示

博日于2022年1月1日时的人口数量为1610人。